# Case 730
Le Case 730 est un modèle de tracteur agricole produit par l'entreprise américaine Case.
D'une puissance de 56 ch, le tracteur est construit de 1960 à 1969.

## Historique
Le tracteur est produit de 1960 à 1969 dans l'usine américaine de Racine ; il s'insère dans la nouvelle gamme Case sortie en 1960 et qui comprend six modèles.
Même s'il est produit pendant neuf ans (1960-1969) et que Case propose une large gamme d'équipements adaptés, ce tracteur est peu vendu en-dehors du continent nord-américain, Case ne disposant pas d'un réseau de distributeurs suffisamment développé.

## Caractéristiques
Deux moteurs peuvent équiper le 730, fonctionnant au gazole (4 323 cm3), ou bien à l'essence ou au gaz de pétrole liquéfié (4 064 cm3). Le tracteur atteint ainsi une puissance de 56 ch mesurée à la prise de force.
La boîte de vitesses possède huit rapports avant et deux rapports arrière, mais un amplificateur de couple en option permet de doubler ce nombre. La prise de force arrière est en option mais sa commande est totalement indépendante de celle de l'embrayage et elle possède deux régimes, 540 et 1000 tr/min. Un système de relevage et un distributeur hydraulique permettant d'actionner des vérins sur un matériel attelé sont fournis.
Le tracteur est disponible en plusieurs types, standard avec ou sans réglage de largeur des voies, « row crop » à roues avant jumelées, grand dégagement à garde au sol importante.
Case propose pour ce tracteur une cabine « tous temps », en fait un simple abri sommaire sur une armature en profilés, mais en 1960 c'est déjà un avantage par rapport à la concurrence.